# Grabiszyce Średnie
Grabiszyce Średnie est une localité polonaise de la gmina de Leśna, située dans le powiat de Lubań en voïvodie de Basse-Silésie.